# Orazione nell'orto (Ghiberti)
L'Orazione nell'orto è una vetrata (diametro 470 cm) disegnata da Lorenzo Ghiberti ed eseguita da Bernardo di Francesco, databile al 1443 e conservata nel tamburo del Duomo di Firenze.

## Storia
La decorazione delle vetrate del tamburo prese il via dopo il completamento della cupola del Brunelleschi (1436), spesso col tradizionale metodo del concorso: più artisti fornivano un cartone colorato, a dimensione naturale, e poi veniva scelto il più bello. Così Ghiberti si assicurò la maggior parte delle vetrate, ma una fu vinta da Donatello, mentre nel corso degli anni quaranta, quando Ghiberti era sempre più occupato dalle porte del battistero, ci si affidò ad altri artisti quali Paolo Uccello e Andrea del Castagno.
Ghiberti annotò nelle sue ricordanze le tre vetrate del tamburo: «Disegnai in detta chiesa molte finestre di vetro. Nella tribuna sono tre occhi disegnati di mia mano: nell'uno è come Cristo ne va in cielo, nell'altro quando adora nell'orto, il terzo è quando è portato nel tempio». Per le prime due vetrate in particolare venne saldato nel settembre 1443. Entro il 1444 il maestro Bernardo di Francesco completava la messa in opera.

## Descrizione
Entro una cornice fatta di medaglioni ravvicinati con motivi vari, il tutto su sfondo rosso, l'orazione nell'Orto del Getsemani è rappresentata con fedeltà allo schema tradizionale. Cristo in secondo piano sulla sinistra riceve il calice aucaristico con l'ostia da un angelo come preludio del suo vicino sacrificio, mentre in primo piano a destra tre apostoli se ne stanno addormentati. Al mondo gotico rimanda l'amorevole descrizione dei dettagli come l'arboreto o la città murata di Gerusalemme sullo sfondo. Se i personaggi hanno una volumetria coerente e pose articolate con sapienza, di gusto rinascimentale, lo spazio appare irrazionalmente costruito, alla maniera gotica, con un'evidente sproporzione tra figure e dimensione degli alberi, che dà all'insieme un aspetto fiabesco, in bilico tra passato e presente.